# Peribaea baldwini
Peribaea baldwini là một loài ruồi trong họ Tachinidae.